# مايك بي. أندرسون
مايك بي. أندرسون (بالإنجليزية: Mike B. Anderson)‏ هو رسام رسوم متحركة ومخرج أمريكي، ولد في 1973 في بربانك في الولايات المتحدة.

## وصلات خارجية
- مايك بي. أندرسون على موقع IMDb (الإنجليزية)
- مايك بي. أندرسون على موقع قاعدة بيانات الفيلم (الإنجليزية)
- مايك بي. أندرسون على موقع كينوبويسك (الروسية)